# P2X受体
P2X受体（英語：P2X receptors)是一个阳离子渗透型配体门控离子通道家族，能同细胞外的ATP结合，属于一个更大的嘌呤受体家族。P2X受体存在于一系列动物中，包括人、鼠类、兔、鸡、斑马鱼、牛蛙、吸虫甚至是变形虫。

## 亚型
- P2RX1（英语：P2RX1） IPR003044
- P2RX2（英语：P2RX2） IPR003045
- P2RX3（英语：P2RX3） IPR003046
- P2RX4（英语：P2RX4） IPR003047
- P2RX5（英语：P2RX5） IPR003048
- P2RX6（英语：P2RX6） IPR003049
- P2RX7（英语：P2RX7） IPR003050

## 包含此结构域的人类蛋白质
P2RX1;     P2RX2;     P2RX3;     P2RX4;     P2RX5;     P2RX7;     P2RXL1;    TAX1BP3